# 沈琮 (正統壬戌進士)
沈琮（1417年—1466年），字公禮，浙江嘉興府平湖縣人，民籍，明朝政治人物。

## 生平
正統三年（1438年）戊午科浙江鄉試第四十三名舉人，正統七年（1442年）壬戌科二甲第四名進士。授南京兵部武庫司主事，景泰六年（1455年）任廣州府知府，致仕歸里，成化二年（1466年）卒。

## 家族
曾祖沈達之；祖父沈珍；父沈昪，封南京兵部主事。弟沈珒。